# Prespasøen
Prespasøen er navnet på to indsøer på Balkanhalvøen på grænsen mellem Grækenland, Albanien og Nordmakedonien. Prespasøen er en af kun 17 ældgamle indsøer på jorden og anslås at være fem millioner år. Af det totale overfladeareal ligger 190 km² i North Makedonien, 84,8 km² i Grækenland og 38,8 km² i Albanien. De er de højeste tektoniske indsøer på Balkan med en højde på 853 moh.
Den store Prespasø (makedonsk: Преспанското Езеро, Prespanskoto Ezero, græsk: Μεγάλη Πρέσπα, Limni Megáli Préspa, albansk: Liqeni i Prespës) er delt mellem Albanien, Grækenland og Republikken Makedonien. Den lille Prespasø (græsk: Μικρή Πρέσπα Limni Mikrá Prespa) ligger kun i Grækenland (138 km² afvandingsareal; 43,5 km² overfladeareal) og Albanien (51 km² afvandingsareal; 3,9 km² overfladeareal).
I 1000-tallet byggede den bulgarske zar Samuil en fæstning og en kirke for St. Achillios på en ø kaldet Agios Achillios i Den lille Prespasø på den græske side af grænsen. Den største ø i Den store Prespasø ligger på den makedonske side og hedder Golem Grad (Stor by). Den er meget større end den anden ø Mal Grad (Lille by), og her ligger ruinerne efter et kloster for St. Peter fra 1300-tallet. I dag er der ingen, som bor på øerne. 
Den store Prespasø ligger 150 m højere end Ohridsøen, som ligger cirka 10 km mod nordvest. Vandet i Prespasøen siver gennem bunden af indsøen og via underjordiske kanaler i karstbjergarten og ud i Ohridsøen. Dette er hovedkilden for vandet til Ohridsøen. 
I mange år var den græske del af områderne omkring Prespasørene ikke befolket, da det var militært område. Der var mange kampe her under den græske borgerkrig, og meget af lokalbefolkningen emigrerede derefter for at undslippe stedets fattigdom og politiske stridigheder. Området forblev svagt udviklet frem til 1970'erne, da turister begyndte at trække dertil. 

## Nationalparker
Som tilfældet er ved Ohridsøen har området en sjælden fauna og flora, og i 2000 blev området en transnational nationalpark. 
- I Grækenland er et område på 51,02  km²  med et bufferområde på	210,61 km² ved den sydlige del af søen,  udpeget til nationalpark.[1]
- Prespa Nationalpark i Albanien ligger ved den sydvestlige del af søen, og har et areal på 277,50 km².

Den største by i området omkring Prespasøerne er Resen i Nordmakedonien.
- Galičica Nationalpark i Nordmakedonien omfatter Galičica-bjergkæden mellem Ohrid- og Prespa-søen og grænser op til Prespa National Park i Albanien. Den blev grundlagt i 	1958, og har et areal på	227,50 km²[2]